# Kwartały Krakowa
Kwartały Krakowa – historyczne odpowiedniki dzisiejszych dzielnic miejskich na obszarze Krakowa. Zgodnie z ówczesnym podziałem administracyjnym miasta, w okresie 1257–1791 w Krakowie występowały cztery kwartyle: Sławkowski, Rzeźniczy, Garncarski i Grodzki. Dziś obszar ten stanowi Stare Miasto.

## Zasady podziału na kwartały
Pierwszy podział administracyjny Krakowa ustalony podczas lokacji miasta w 1257 roku jest średniowieczną pozostałością po rzymskiej tradycji wytyczania miast w oparciu o dwie krzyżujące się osie (na tak zwanym planie krzyża). Z każdego boku rynku wychodziły po trzy ulice, z których nie uwzględniając wschodniej pierzei można przyjąć, że co druga wiodła do bramy miejskiej. Środkowe ulice przecinały rynek w środku – skrzyżowanie przypadło w centralnym punkcie Sukiennic – w tzw. krzyżu. Linię dzielącą północ od południa stanowiły ulice św. Jana oraz Bracka. Linię dzielącą wschód od zachodu stanowiły ulice Sienna oraz Szewska. W rezultacie w narożach utworzyły się zbiegi ulic, w stosunku do siebie pod kątem prostym. Całość miasta podzielono na kwadratowe bloki.

## Delimitacja kwartałów krakowskich
1. Kwartał Sławkowski obejmował północno-zachodnią część Starego Miasta od środka Rynku Głównego do murów obronnych, ograniczoną ulicami św. Jana oraz Szewską. Centralną osią tego kwartyla była ul. Sławkowska oraz ul. Szczepańska. W tym kwartale znajdowały się dwie bramy miejskie – Sławkowska oraz Szewska.
2. Kwartał Rzeźniczy obejmował północno-wschodnią część Starego Miasta od środka Rynku Głównego do murów obronnych, ograniczoną ulicami św. Jana oraz Sienną. Centralną osią tego kwartyla była ul. Floriańska oraz ul. Mikołajska. W tym kwartale znajdowały się dwie bramy miejskie – Rzeźnicza (zastąpiona później przez Mikołajską) oraz Floriańska[1].
3. Kwartał Grodzki obejmował południowo-wschodnią część Starego Miasta od środka Rynku Głównego do murów obronnych, ograniczoną ulicami Sienną oraz Bracką. Centralną osią tego kwartyla była ul. Grodzka. W tym kwartale znajdowały się dwie bramy miejskie – Grodzka oraz Poboczna[2]. Okół z kapitułą stanowił podstawę tego kwartału.
4. Kwartał Garncarski obejmował południowo-zachodnią część Starego Miasta od środka Rynku Głównego do murów obronnych, ograniczoną ulicami Bracką oraz Szewską. Centralną osią tego kwartyla była ul. Wiślna oraz ul. św. Anny. W tym kwartale znajdowała się jedna brama miejska – Wiślna. W kwartale tym znajdowała się tzw. dzielnica łacińska (dzielnica uniwersytecka).